# Norra Hestra församling
Norra Hestra församling är en församling i Gislaveds pastorat i Östbo-Västbo kontrakt i Växjö stift inom Svenska kyrkan. Församlingen ligger i Gislaveds kommun i Jönköpings län. 
Församlingskyrkor är Norra Hestra kyrka, Stengårdshults kyrka, Öreryds kyrka och Valdshults kyrka.

## Administrativ historik
Församlingen har medeltida ursprung. Före den 1 januari 1886 (ändring enligt beslut den 17 april 1885) var namnet Hestra församling.
Församlingen var till 1962 annexförsamling i pastoratet Stengårdshult, Norra Unnaryd, Öreryd, Norra Hestra och Valdshult, för att 1962 övergå till att vara moderförsamling i samma pastorat. År 2006 utgick Norra Unnaryds församling ur pastoratet och 2010 uppgick de kvarvarande församlingarna i Norra Hestra församling (Stengårdshults, Öreryds och Valdshults församlingar). År 2018 överfördes församlingen från Skara stift till Växjö stift och Östbo-Västbo kontrakt.  Den ingår sedan dess i Gislaveds pastorat.